# One Tree Island
One Tree Island – niewielka piaszczysta wyspa koralowa (część One Tree Reef) położona w południowej części Wielkiej Rafy Koralowej, w Capricorn and Bunker Group, niecałe 100 km na północny wschód od Gladstone. Znajduje się w granicach Parku Narodowego Capricornia Cays. Zajmuje powierzchnię blisko 5,5 ha. Część okolicznych wysp zostało uznanych przez BirdLife International za ostoję ptaków IBA. Od 1974 wyspą zarządza Uniwersytet w Sydney, wymagana jest zgoda na pobyt, w tym prowadzenie badań. W One Tree Island Research Station (OTIRS) może zostać zakwaterowane najwyżej 28 osób.

## Lokalizacja
One Tree Island wchodzi w skład Capricorn and Bunker Group w południowej części Wielkiej Rafy Koralowej. Oddalona jest o około 92–100 km od Gladstone na wybrzeżu Queensland. Leży blisko 19– 20 km na południowy wschód od Heron Island. 

## Ochrona i administracja
One Tree Island położona jest w Parku Narodowym Capricornia Cays. Razem z wyspami Wreck, Hoskyn i Fairfax znajduje się w wydzielonej strefie parku, Special Management Area, gdzie zabroniona jest turystyka i rekreacja. Dostęp do terenu rafy przyznawany jest jedynie w związku z działalnością naukową dopuszczaną przez Nature Conservation Act. Wyspa stanowi ostoję dzikiej przyrody na mocy Fauna Conservation Act z 1952. Podobnie jak na Heron Island, na One Tree Island znajduje się stacja badawcza należąca do University of Sydney. Muzeum Australijskie przejęło wyspę w dzierżawę (a od kilku lat prowadziło badania na jej terenie) na okres 1969–1971 za sprawą Franka Talbota, ówczesnego dyrektora muzeum. W 1971 rozpoczęto budowę stacji. Działa od 1976 roku, jednak University of Sydney zarządza terenem wyspy już od 1974. 

## Ukształtowanie terenu

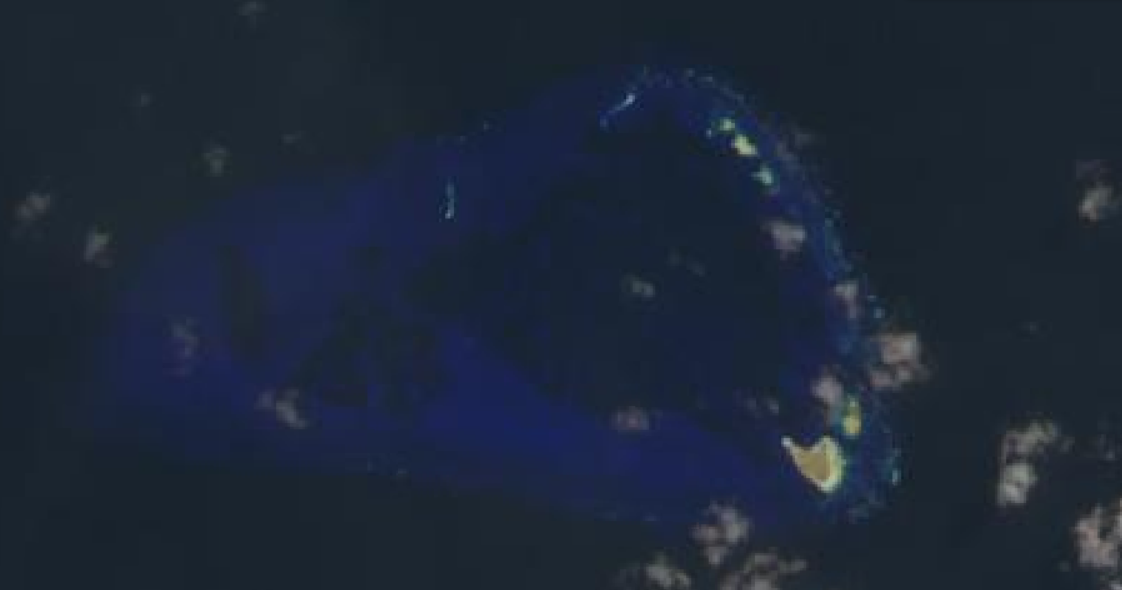
Obraz uzyskany przez satelitę Sentinel 2A 15 marca 2019. One Tree Island jest widoczna w południowo-wschodniej części rafy

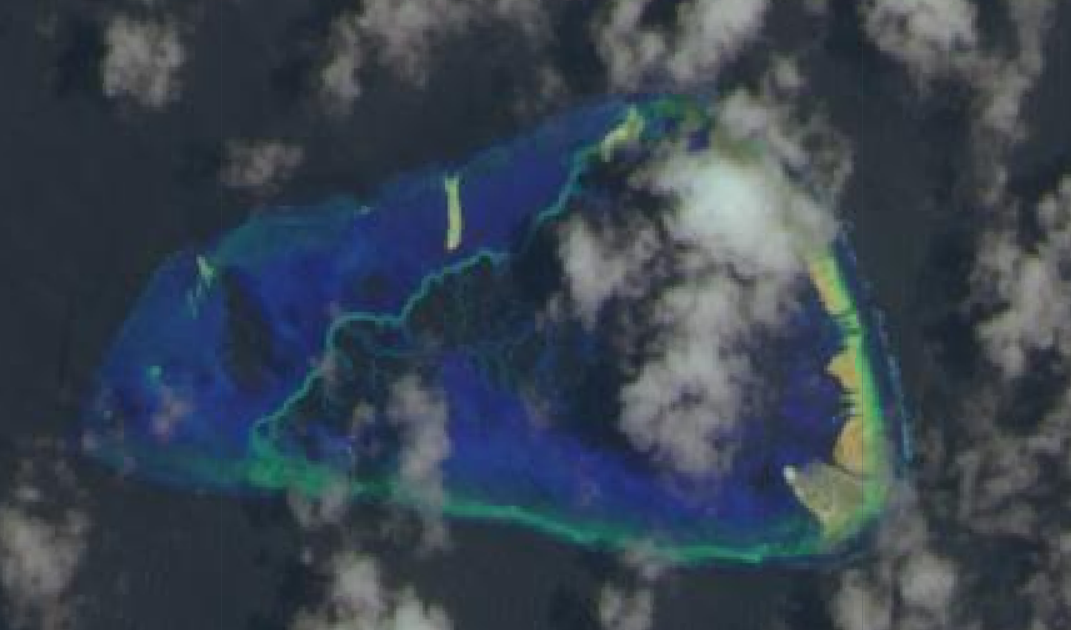
Obraz z tego samego satelity, 21 grudnia 2019. Przy niższym poziomie wody wyraźnie widać One Tree Reef i jej trzy laguny (ciemniejsze plamy)

One Tree Reef, gdzie znajduje się wyspa, w najszerszych miejscach mierzy około 4,7 na 2,7 km (według innego, nowszego źródła – 3,5 na 5,5 km). Zajmuje powierzchnię 14 km². Obejmuje trzy laguny, w których rozsiane są rafy kępkowe (ang. patch reefs). Dwie z nich znajdują się około 0,3 m nad średnim poziomem morza podczas odpływu. Na One Tree Island dopłynąć można jedynie podczas 30 minut, kiedy poziom wody w trakcie przypływu jest najwyższy. Wyróżnić można co najmniej 6 nasypów powstałych z okruchów z niszczenia rafy. Nazwane są, kolejno: First, Second, Third, Long i Wreck Banks; ostatni nie ma nazwy, okala częściowo lagunę numer 3. Na nasypach nie ma roślinności. Są budowane lub wymywane przez prądy i fale.
One Tree Island usytuowana jest w południowo-wschodniej części rafy. Jej powierzchnia jest podawana różnie: około 4 ha (na stronie University of Sydney), między 3 a 4 ha (według pierwszego przekrojowego artykułu o wyspie, szczególnie jej ornitofaunie, z 1979) oraz około 5,55 ha (według artykułu z 1984, na który powołano się jednak w rządowej publikacji z 2012). Jej kształt przyrównano do szerokiego bumerangu. Leży po nawietrznej stronie rafy, odwrotnie niż okoliczne wyspy koralowe. Mierzy blisko 250 m w najdłuższym miejscu i 150 m w najszerszym. Najwyższy punkt położony jest 2 m n.p.m., przyjmując za punkt odniesienia poziom w trakcie przypływu.

## Flora i fauna
Według stanu wiedzy z 1984, z 5,55 ha blisko 3,81 ha (68,9%) pokrywała roślinność. Większość wyspy porastają niskie krzewy Wedelia biflora. Na obrzeżach rozrzucone jest kilka skupisk drzew Pisonia grandis i Heliotropium argeteum. Blisko środka wyspy rosną skupione pandany (Pandanus). Płytki basen pływowy otaczają niskie sukulenty Sesuvium portulacastrum. W raporcie z 2012 wymieniono 28 gatunków roślin stwierdzonych na One Tree Island (od pospolitych po bardzo rzadkie), z czego 8 to obce gatunki. Z formacji roślinnych największą powierzchnię zajmuje ta złożona z W. biflora i Abutilon albescens, drugą i trzecią w kolejności – z Canavalia rosea oraz drzew Pisonia.
One Tree Reef jest objęta monitoringiem w ramach AIMS Long-term Monitoring Program (LTMP) i Marine Monitoring Program (MMP). W drugiej połowie 2020 koralowce twarde, czyli wytwarzające szkielet w procesie kalcyfikacji, zajmowały 55,7% powierzchni rafy, koralowce miękkie natomiast – 5%. Średnie wyniki uzyskiwane podczas kontroli w latach 90. XX wieku, pierwszej oraz drugiej dekady XX wieku wynosiły odpowiednio 23%, 63% i 66%. Większość koralowców należy do rodziny Acroporidae (z rzędu korali madreporowych, Scleractinia). Podczas kontroli w podanych przedziałach czasowych na One Tree Reef stwierdzano średnio 29, 60 i 49 gatunków ryb (ogółem między 17 a 66), a w 2020 – 49.
Według planu zagospodarowania Parku Narodowego Capricornia Cays na One Tree Island gniazdują ptaki morskie należące do najwyżej 8 gatunków. K. Hulsman (1979) wymienił ich jednak 10. Część gniazduje tu nieregularnie. Pierwsze dokładniejsze badania nad ptakami lęgowymi wyspy rozpoczęły się w 1968. Należą do nich: czapla czczona (Egretta sacra), ostrygojad australijski (Haematopus fuliginosus), mewa czerwonodzioba (Chroicocephalus novaehollandiae),  rybitwy: rybitwa różowa (Sterna dougallii), równikowa (Sterna sumatrana), czarnogrzbieta (Onychoprion fuscatus), brunatnogrzbieta (O. anaethetus), złotodzioba (Thalasseus bergii) i bengalska (T. bengalensis) oraz rybołówka atolowa (Anous minutus). Pierwsze pomyślne lęgi rybołówki stwierdzono w 1978.

## Badania naukowe
Wyspa została odkryta 10 stycznia 1843 w trakcie podróży HMS „Fly”, której celem było zbadanie wysp i raf Wielkiej Rafy Koralowej oraz Cieśniny Torresa. Nazwę One Tree Island nadał Joseph Beete Jukes. Musiał zobaczyć tylko jedno drzewo, prawdopodobnie po przejściu cyklonu. 
Pierwsza przyrodnicza wyprawa dotarła do wyspy w latach 20. XX wieku. Właściwe badania rozpoczęły się w 1965, kiedy to wyprawie przewodził Frank Talbot, dyrektor Muzeum Australijskiego. Skupione były na ekologii ryb zamieszkujących tropikalną rafę, zainteresowanie którą trwa do dziś. W 1975 wyspę przejął University of Sydney. Rok później zaczęła działać stacja badawcza, Opublikowano wyniki ponad 300 badań dotyczących Wielkiej Rafy Koralowej, a skupionych na One Tree Island. Ich głównymi tematami są zmiany klimatu i blaknięcie raf koralowych, eutrofizacja w systemach raf koralowych, przemiany chemiczne węglanu wapnia, procesy geologiczne (w tym sedymentacja) oraz ekologia organizmów rafowych. 
Stacja badawcza OTIRS może pomieścić – zależnie od źródła – 28 lub 35 osób (pierwsza wartość podana jest obecnie, to jest w 2021, na stronie uniwersytetu) zakwaterowanych w dwóch budynkach. Zapewnia możliwość pracy w dowolnych warunkach pogodowych. Jest samowystarczalna w zakresie zaopatrzenia w energię elektryczną dzięki fotoogniwom. W 2009 trwała znacząca rozbudowa instalacji fotowoltaicznej. Pierwotnie stację zasilała turbina wiatrowa. Wykorzystywana jest woda deszczowa, co umożliwia zachowanie higieny przebywających na niej osób w podstawowym zakresie. Nieczystości są unieszkodliwiane przez trzy toalety kompostujące; za odpady odpowiadają użytkownicy stacji, jako że znajduje się na terenie parku narodowego. Transport odbywa się drogą morską, częściowo przez Heron Island, lub poprzez wodnosamolot.